# Ibn Wāsil
Abū ʿAbdallāh Dschamāl ad-Dīn Muhammad ibn Sālim Ibn Wāsil (arabisch أبو عبد الله جمال الدين محمد بن سالم ابن واصل, DMG Abū ʿAbdallāh Ǧamāl ad-Dīn Muḥammad ibn Sālim Ibn Wāṣil; * 20. April 1208 in Hama, Syrien; † 1. August 1298 in Hama) war ein arabischer Politiker, Diplomat und Geschichtsschreiber.

## Leben
Ibn Wasil war der Sohn eines angesehenen Richters seiner Heimatstadt Hama. 1225 übersiedelte die Familie nach Jerusalem, wo der Vater eine Tätigkeit als Lehrer an der Madrasa as-Salahiya übernahm, während ibn Wasil eine philologische und theologische Ausbildung erhielt. Dabei war ibn Wasil so erfolgreich, dass er 1228, als sein Vater nach Mekka pilgerte, für ihn stellvertretend die Lehrtätigkeit übernehmen konnte, was für einen so jungen Mann ungewöhnlich war. 1230–1231 hielt sich ibn Wasil zu Studienzwecken in Aleppo auf. 1231 kamen Vater und Sohn nach al-Karak an den Hof des dortigen ayyubidischen Herrschers an-Nasir Dawud. Dort gewann ibn Wasil Einblick in das höfische Leben und trat mit manchen Höflingen, insbesondere Gelehrten, in ein näheres Verhältnis.
1244 zog ibn Wasil nach Ägypten um. Schon zuvor hatte er sich um die Gunst des ägyptischen Herrschers as-Salih bemüht und war für ihn in Mosul diplomatisch aktiv gewesen. Er machte auf as-Salih einen so vorteilhaften Eindruck, dass dieser ihm 1247 die Leitung der Moschee al-Aqmar und die dortige Lehrtätigkeit übertrug. Zugleich gehörte ibn Wasil zu den angesehenen Höflingen. Auch unter dem Sohn und Nachfolger as-Salihs, dem jungen und unerfahrenen Turan Schah, gehörte ibn Wasil zum engeren Umkreis des Herrschers. Den Untergang der Ayyubiden-Dynastie und deren Ablösung durch die Mamluken überstand er gut; auch der neue Machthaber Baibars I. begünstigte ihn.
1261 reiste er als Botschafter Baibars’ nach Süditalien, wo er sich zwei Jahre am Hof des Königs Manfred von Sizilien aufhielt. Dadurch wurde er mit den politischen Verhältnissen in Europa vertraut.
Um die Mitte der sechziger Jahre kehrte er in seine syrische Heimat zurück. Er übernahm ein Richteramt in Hama und betätigte sich als Schriftsteller. Am Ende seines Lebens erblindete er. Er starb am 1. August 1298 und wurde in Hama bestattet.
Anscheinend blieb ibn Wasil unverheiratet und kinderlos, was damals für einen Muslim und Araber ungewöhnlich war. Studien und Lehrtätigkeit bildeten den Mittelpunkt seines Lebens. Sein außerordentlicher Fleiß und seine hervorragende Bildung beeindruckten die zeitgenössischen Gelehrten.

## Werke
Ibn Wasil galt als Universalgelehrter. Er trat nicht nur als Geschichtsschreiber hervor, sondern war auch Dichter und verfasste neben Schriften zu philosophischen und theologischen Themen auch philologische und astronomische Werke, die teilweise nicht erhalten geblieben sind. Unter den verlorenen Werken sind vier Schriften über Logik, deren Titel überliefert sind.
Seinen Ruf als Geschichtsschreiber verdankt er vor allem seinem annalistischen Werk „Der Zerstreuer der Ängste hinsichtlich der Geschichte der Ayyubiden“ (Mufarrig al-kurub fi ahbar bani Ayyub), einer Geschichte der Ayyubiden (der Dynastie Saladins), die er bis in die Mamlukenzeit fortsetzte; sie behandelte den Zeitraum bis 1261. Zwei zusätzliche Jahresberichte zu 1262 und 1263 wurden von einem späteren Fortsetzer eingefügt. Das Mufarrig ist eine wichtige Quelle für den Kreuzzug von Damiette und den Orientaufenthalt Friedrichs II. und für die Verhältnisse am ägyptischen Hof. Es liefert auch wertvolle Informationen zur Kultur-, Literatur- und Bildungsgeschichte.

## Textausgaben
- Gamal ad-Din ibn Wasil: Mufarrig al-kurub fi ahbar bani Ayyub. Kairo 1953–1977 und Sayda-Beirut 2004;
  - Band 1–3. Herausgegeben von Gamal ad-Din as-Sayyal. Maṭbaʿat ǧāmiʿat Fuād al-auwal, Kairo 1953–1960;
  - Band 4–5. Herausgegeben von Hasanayn Muhammad Rabi. Maṭbaʿat dār al-kutub, Kairo 1972–1977;
  - Band 6. Herausgegeben von Umar Abd as-Salam Tadmuri. al-Maktabah al-ʿAṣrīyah, Sayda-Beirut 2004, ISBN 9953-34-295-4 (fehlerhaft, überholt).
- Mohamed Rahim (Hrsg.): Die Chronik des ibn Wasil. Kritische Edition des letzten Teils (646/1248–659/1261) mit Kommentar. Untergang der Ayyubiden und Beginn der Mamlukenherrschaft. = Mufarriǧ al-kurūb fī aḫbār Banī Ayyūb (= Arabische Studien. Bd. 6). Harrassowitz, Wiesbaden 2010, ISBN 978-3-447-06149-0 (Zugleich: Jena, Universität, Dissertation, 2006: Ibn-Wāṣil, Muḥammad Ibn-Sālim: Mufarriǧ al-kurūb fi aḫbār Banī Ayyūb.).

## Übersetzungen
- Francesco Gabrieli (Hrsg.): Die Kreuzzüge aus arabischer Sicht. Aus arabischen Quellen ausgewählt und übersetzt. Deutsch von Barbara von Kaltenborn-Stachau und Lutz Richter-Bernburg. Lizenzausgabe. Bechtermünz-Verlag, Augsburg 2000, ISBN 3-8289-0371-1.

| Personendaten    | Personendaten                                 |
| ---------------- | --------------------------------------------- |
| NAME             | Ibn Wāsil                                     |
| ALTERNATIVNAMEN  | Ibn Wasil Gamal ad-Din                        |
| KURZBESCHREIBUNG | arabischer Politiker, Diplomat und Historiker |
| GEBURTSDATUM     | 20. April 1208                                |
| GEBURTSORT       | Hama                                          |
| STERBEDATUM      | 1. August 1298                                |
| STERBEORT        | Hama                                          |